# کایولو
کایولو (به ایتالیایی: Caiolo) یک کومونه در ایتالیا است که در استان سوندریو واقع شده‌است.

## خصوصیات
کایولو ۳۳٫۳ کیلومترمربع مساحت و ۹۹۴ نفر جمعیت دارد.